# الجمعية الفلسطينية للتبادل الثقافي

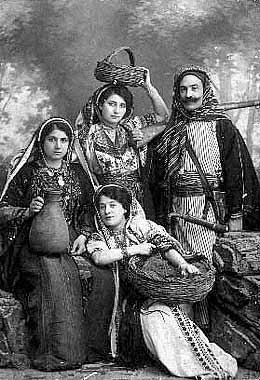
تراث فلسطيني مقدسي

الجمعية الفلسطينية للتبادل الثقافي (بالإنجليزية: Palestinian Association for Cultural Exchange)، وتعرف أيضاً المؤسسة الفلسطينية للتبادل الثقافي، هي منظمة فلسطينية أهلية وغير ربحية تهدف إلى حماية التراث الثقافيّ الفلسطيني، والترويج له من خلال التعليم وأعمال الحفظ.

## الموقع
- يقع المقرّ الرئيسي للمؤسسة في منطقة العين بمدينة البيرة بالضفة الغربية.[4]

- المعارض والتعاونيات النسائيّة تقع في: دير غسانة، ورنتيس، الجيب. ويجري التخطيط لفتح المزيد من المعارض.

## التاريخ والأهداف
- هي منظمة فلسطينية غير حكومية وأحد الأعضاء في شبكة المنظمات الأهلية البيئية الفلسطينية العاملة في الأراضي الفلسطينية.[5]

- حماية التراث الثقافي الفلسطيني والترويج له من خلال التعليم، وأعمال الحفظ، وإجراء البحوث وبرامج التبادل الثقافي.

- تهدف المؤسسة الفلسطينية للتبادل الثقافي مع الجهات المجتمعية المختصة.

- تقوم بدعم أجندة يتمّ بموجبها حماية التراث من خلال التوثيق والتسجيل.

- تؤمن المؤسسة أنّ حماية التراث تسير جنباً إلى جنب مع حماية البيئة بفلسطين.[1]

## النشاط
- إحياء الحرف أحياء الحرف اليدوية التقليدية الفلسطينية عن تشجيع الحرفيين وخصوصا في الأرياف والمخيمات الفلسطينية.

- أن تسهم في إحداث تغيير إيجابي في فلسطين من خلال حماية وحفظ التراث في الأراضي الفلسطينية.

- تقدّم المحاضرات، وتنظم الجولات السياحية والثقافية في جميع المناطق.

- توفير التعليم والتثقيف حول التراث والتوعية العامة،  السياحية والبرامج الثقافية.

- الحفاظ على المنتجات الزراعية الفلسطينية المرتبط بزيت الزبتون، والمنحوتات الخشبيّة المصنوعة من أشجار الزيتون،

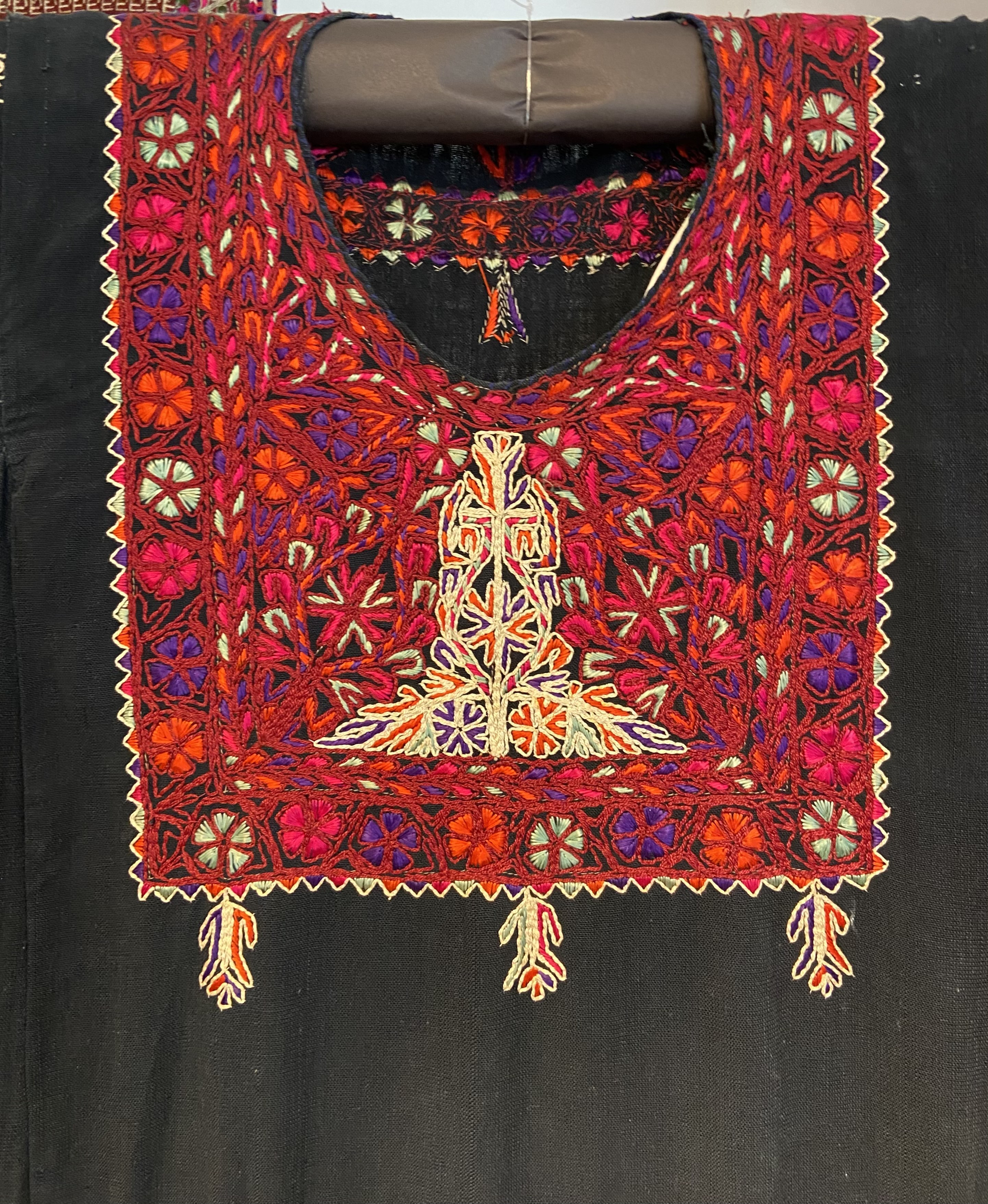
مطرازات فلسطينية تراثية

وقطع الخزف والسيراميك، والفخار والمطرزات اليدوية والصناعات الفخارية التقليدية، وتوفير المعارض والعروض لها وترويجها.